# Ednaldo Lavor
Ednaldo de Lavor Couras é um agricultor e político brasileiro, filiado ao Partido Social Democrático (PSD) e ex-prefeito de Iguatu.

## Vida política
Ednaldo foi eleito vereador de Iguatu pela primeira vez em 2004, quando obteve 984 votos. Em 2008, foi reeleito com votação expressiva de 2657 votos.
Em 2012, Ednaldo Lavor foi eleito vice-prefeito de Iguatu na chapa com Aderilo Alcantara.
Em 2016, Ednaldo rompeu com o grupo político de Agenor e Aderilo por divergências na condução da gestão.
No mesmo ano, candidatou-se à prefeitura de Iguatu compondo chapa com o atual deputado estadual Marcos Sobreira. Foi eleito com 60,09% dos votos válidos.
Nas eleições de 2020, foi reeleito prefeito de Iguatu, somando 54,25% dos votos, vencendo o deputado estadual Agenor Neto.

## Afastamento e retorno à prefeitura
Em 28 de julho de 2022, o Tribunal Regional Eleitoral do Ceará (TRE-CE), cassou os diplomas de Ednaldo Lavor e Franklin Bezerra, prefeito e vice, respectivamente, por abuso de poder político. A decisão teve 4 votos favoráveis e 3 contras.
No dia 2 de janeiro de 2024, o ministro presidente do Tribunal Superior Eleitoral (TSE), Alexandre de Moraes, expediu liminar que concedeu a recondução de Ednaldo ao cargo de prefeito.